# حدیث فولادوند
حدیث فولادوند (زاده ۲۰ دی ۱۳۵۶ در تهران) هنرپیشه سینما، تلویزیون و تئاتر ایران است.

## زندگی هنری
حدیث فولادوند فعالیت هنری را از کودکی آغاز کرد، در دوازده سالگی زیر نظر گلاب آدینه آموزش دید و در نمایش «گل‌های دوستی» روی صحنه رفت. وی برای اولین بار نقش کوتاهی را در فیلم دست‌های آلوده به کارگردانی سیروس الوند بازی کرد و بدین ترتیب اولین حضورش را در سینما در سال ۱۳۷۸ اعلام نمود. او که پس از گرایش به هنرهای مختلف از جمله موسیقی و نقاشی اکنون خود را در بازیگری موفق می‌دید یک سال بعد از اولین تجربه خود، در فیلم سینمایی مارال به کارگردانی مهدی صباغ‌زاده هنرنمایی کرد.
همچنین درخشش فولادوند در تلویزیون با بازی در سریال تلویزیونی گمگشته آغاز شد. او همچنین در مجموعه‌های تلویزیونی سال‌های خاکستری، دیوار شیشه‌ای، معصومیت ازدست‌رفته بازی کرده است. وی علاوه بر آن در نمایش مده‌آ نیز نقش‌آفرینی نموده است. حدیث فولادوند در سال ۱۳۸۹ در پشت صحنه فیلم سینمایی عنکبوت به کارگردانی مانی ارمغان با رامبد شکرآبی ازدواج کرد.

## فیلم‌شناسی

### سینمایی
| سال  | نام فیلم           | کارگردان            |
| ---- | ------------------ | ------------------- |
| ۱۳۹۷ | وای آمپول          | علیرضا محمودزاده    |
| ۱۳۹۶ | هشتگ               | رحیم بهبودی‌فر       |
| ۱۳۹۵ | تتل و راز صندوقچه  | وحید گلستان         |
| ۱۳۹۳ | ضد ضرب             | هادی شادمانی        |
| ۱۳۹۱ | خلوت دل            | علیرضا شاه‌حسینی     |
| ۱۳۸۹ | داماد خجالتی       | آرش معیریان         |
| ۱۳۸۹ | دزدان خیابان جردن  | وحید اسلامی         |
|      | عنکبوت             | مانی ارمغان         |
| ۱۳۸۸ | افراطی‌ها           | جهانگیر جهانگیری    |
| ۱۳۸۶ | چشمک               | جهانگیر جهانگیری    |
| ۱۳۸۶ | شب حورا            | شهاب ملت‌خواه        |
| ۱۳۸۵ | کلاهی برای باران   | مسعود نوابی         |
| ۱۳۸۴ | گاهی واقعی         | رامین لباسچی        |
| ۱۳۸۴ | هدف اصلی           | قدرت‌الله صلح‌میرزایی |
| ۱۳۸۳ | شاخه گلی برای عروس | قدرت‌الله صلح‌میرزایی |
| ۱۳۸۲ | آقا                | امید بهکار          |
| ۱۳۸۲ | تب                 | رضا کریمی           |
| ۱۳۸۲ | فریاد در شب        | کریم رجبی           |
| ۱۳۸۲ | کما                | آرش معیریان         |
| ۱۳۸۱ | رز زرد             | داریوش فرهنگ        |
| ۱۳۸۰ | هم کلاس            | سعید خورشیدیان      |
| ۱۳۸۰ | غزل                | محمدرضا زهتابی      |
| ۱۳۷۹ | مسافر ری           | سید داود میرباقری   |
| ۱۳۷۹ | مارال              | مهدی صباغ‌زاده       |
| ۱۳۷۸ | دست‌های آلوده       | سیروس الوند         |

### تلویزیونی

#### مجموعه تلویزیونی
| سال       | نام مجموعه        | کارگردان         |
| --------- | ----------------- | ---------------- |
| ۱۳۹۴      | شهر من شیراز      | محمد بنایی       |
| ۱۳۹۴      | محله گل و بلبل    | احمد درویشعلی‌پور |
| ۱۳۹۴      | معمای شاه         | محمدرضا ورزی     |
| ۱۳۹۳      | جاده چالوس        | احمد معظمی       |
| ۱۳۸۵      | مختارنامه         | داوود میرباقری   |
| ۱۳۸۴      | گارد ساحلی        | محسن شاه‌محمدی    |
| ۱۳۸۳      | شب عقرب           | مسعود آب‌پرور     |
| ۱۳۸۲      | برگه‌های سفید      | شفیع آقامحمدیان  |
| ۱۳۸۲      | شاهد عینی         | مسعود آب‌پرور     |
| ۱۳۸۲      | معصومیت ازدست‌رفته | داوود میرباقری   |
| ۱۳۸۲–۱۳۸۱ | باغ بلور          | رامبد جوان       |
| ۱۳۸۱      | مهمان‌پذیر طوبی    | منوچهر پوراحمد   |
| ۱۳۸۰      | گم‌گشته            | رامبد جوان       |
| ۱۳۸۰      | دیوار شیشه‌ای      | مهدی صباغ‌زاده    |

#### تله فیلم
| سال  | عنوان          | کارگردان            |
| ---- | -------------- | ------------------- |
| ۱۳۹۵ | حس خوب زندگی   | فرناز امینی         |
| ۱۳۹۱ | بازی سرنوشت    | سعید عباسی          |
| ۱۳۹۰ | پسر آسمانی     | رضا قهرمانی         |
| ۱۳۸۹ | تصادف ممنوع    | حجت ذیجودی          |
| ۱۳۸۸ | خاطره          | سید مهدی برقعی      |
| ۱۳۸۸ | انتظار         | حامد غلامی          |
| ۱۳۸۸ | شمارش معکوس    | محسن ربیعی          |
| ۱۳۸۸ | راه            | احمد رضائیان        |
| ۱۳۸۸ | کارد و پنیر    | محمود معظمی         |
| ۱۳۸۸ | ماهرخ          | حمیدرضا حافظی       |
| ۱۳۸۸ | غریبه‌ای در شهر | جهانگیر جهانگیری    |
| ۱۳۸۷ | ساعت سوخته     | مجتبی اسدی‌پور       |
| ۱۳۸۶ | بوی گندم       | حسین فرخی           |
| ۱۳۸۶ | حنابندان       | قدرت‌الله صلح‌میرزایی |
| ۱۳۸۶ | میراث          | حسین زینعلی         |
| ۱۳۸۶ | بازگشت         | علی غفاری           |
| ۱۳۸۶ | بن‌بست          | رضا شالچی           |
| ۱۳۸۶ | جستجو          | علی درخشی           |
| ۱۳۸۶ | گوشه نشینان    | سیروس مقدم          |
| ۱۳۸۵ | عطر نفت        | علی بیابانی         |
| ۱۳۸۵ | سایه‌های سرد    | مرتضی افضلی         |
| ۱۳۸۵ | بوی گل سربی    | مهدی علمی‌نیا        |
| ۱۳۸۵ | مسلخ عشق       | محمد نصیری          |
| ۱۳۸۴ | عروس کوهستان   | یوسف سیدمهدوی       |
| ۱۳۸۰ | ستاره خاموش    | محسن شاه‌محمدی       |

### شبکه نمایش خانگی
- بالشها (احمد درویشعلی‌پور، ۱۳۹۷)

## تئاتر
- پابرهنه در پارک (مریم باقری، مهر و آبان ۱۳۹۶) - مجموعه تئاتر دیوار چهارم[۴]
- من تمامی مردگان بودم (عبدالله برجسته، اردیبهشت و خرداد ۱۳۹۳) - سالن اصلی تئاتر مشهد[۵]